# Grigori Shtern
Grigori Mijáilovich Shtern (en ruso: Григорий Михайлович Штерн; Smila, 6 de agosto de 1900 - Kúibishev, 28 de octubre de 1941) fue un oficial soviético del Ejército Rojo y asesor militar durante la guerra civil española. También sirvió con distinción durante las guerras fronterizas soviético-japonesas y la Guerra de Invierno. Las autoridades soviéticas lo acusaron de traición y lo fusilaron durante la purga militar de Stalin en 1941.

## Biografía
Shtern nació en una familia judía en Smila, gobernación de Kiev en 1900. Comenzó su carrera militar como comisario político de una brigada del Ejército Rojo en 1919, el mismo año en que se unió al Partido Comunista. En diciembre de 1923 fue enviado a Turquestán, donde participó activamente en las supresión de la revuelta de los basmachi como parte de la 2ª brigada de caballería separada de Turkestán del grupo de fuerzas de Jorasán, fue comisario militar y, desde junio de 1924, jefe del departamento político de esta brigada. Se distinguió especialmente durante la derrota de una gran banda de Yarmat-Maksum cerca de Margilan y durante su captura en febrero de 1924.
Shtern se graduó en la Academia Militar del Ejército Rojo en 1929 y trabajó para el Comisariado del Pueblo para Asuntos Militares. Fue nombrado comandante de la 7ª División de Caballería en 1936. Shtern sirvió como asesor militar soviético del Ejército Popular de la República durante la guerra civil española entre enero de 1937 y abril de 1938.
Después de regresar de España, Shtern se convirtió en jefe del Estado Mayor del Frente del Lejano Oriente, comandado por Vasili Blücher, quien luego sería ejecutado en la Gran Purga. Durante la batalla del lago Jasán, julio y agosto de 1938, Shtern recibió el mando de las operaciones después de que fracasara el contraataque inicial de Blücher. Atacó a las tropas japonesas en la cresta en disputa con fuerzas numéricamente superiores y las hizo retroceder lentamente. La presión del ataque soviético obligó a los japoneses a un alto el fuego el 11 de agosto, ya que no podían mantener la cresta sin ampliar el conflicto. El 31 de agosto, Stalin decidió abolir el frente del Lejano Oriente porque consideraba que no había "demostrado su valor", y Shtern recibió el mando del nuevo 1.er Ejército de la Bandera Roja. El 9 de febrero de 1939 fue ascendido a comandante de Ejército de 2.º Rango.
Después de una serie de incidentes fronterizos en la primavera y principios del verano de 1939 que escalaron hasta la batalla de Jaljin Gol, Shtern recibió el 5 de julio el mando de un "grupo de frente", que coordinaba todas las fuerzas soviéticas en el Lejano Oriente. El grupo del frente supervisó el 57º Cuerpo de Fusileros Especiales del futuro comandante de la Segunda Guerra Mundial Gueorgui Zhúkov, que luchaba en Jaljin Gol, pero el 19 de julio el cuerpo se convirtió en el 1º Grupo del Ejército Soviético de Mongolia y se le dio independencia operativa del mando de Shtern, para que Zhúkov pudiera actuar sin interferencia de Shtern y bajo órdenes directas del Estado Mayor. Según el historiador militar británico Geoffrey Roberts, Shtern jugó un papel central en la planificación del contraataque soviético en agosto, pero Zhúkov fue su principal organizador y ejecutor. El 29 de agosto de 1939, Shtern recibió el título de Héroe de la Unión Soviética por su "coraje y valentía en el desempeño de sus deberes militares"  en Jaljin Gol. 
Durante la guerra de Invierno entre Finlandia y la Unión Soviética, Shtern se convirtió en comandante del 8º Ejército el 12 de diciembre de 1939. Después de la guerra, el Ejército Rojo restableció los rangos militares tradicionales y Shtern fue ascendido a coronel general el 5 de junio de 1940. Fue nombrado comandante del frente del Lejano Oriente el 22 de junio de 1940.
Desde el 14 de enero de 1941, Stern fue el jefe de la Dirección General de Defensa Aérea del Comisariado del Pueblo de Defensa de la URSS. El 15 de mayo, un avión de transporte alemán Ju-12voló sin ser detectado por la ruta Bialystok-Minsk-Smolensk-Moscú, donde aterrizó. Esto provocó una ola de detenciones entre los dirigentes de la defensa aérea y la fuerza aérea. Shtern fue arrestado el 7 de junio de 1941 durante una nueva purga del Ejército Rojo. Después de ser golpeado por el notorio torturador Lev Shvartzman con un cable eléctrico con tal fuerza que le cortó el ojo derecho, "confesó" que había pertenecido a una conspiración trotskista dentro del Ejército Rojo desde 1931, y que era un espía alemán.
Shtern fue rehabilitado póstumamente el 25 de agosto de 1954. El 27 de agosto de 1954, por resolución de la Fiscalía General, se sobreseyó el proceso contra Stern por falta de pruebas. 

## Premios y honores
- Héroe de la Unión Soviética (29 de agosto de 1939)
- Dos Órdenes de Lenin (21 de junio de 1937, 29 de agosto de 1939)
- Tres Órdenes de la Bandera Roja (4 de septiembre de 1924, 22 de octubre de 1937 y 25 de octubre de 1938)
- Orden de la Estrella Roja (19 de mayo de 1940)
- Orden de la Bandera Roja de Mongolia, 10 de agosto de 1939)

## Homenajes
El 19 de septiembre de 2021, en el monumento a los héroes de Jaljin Gol en Chitá, se inauguró un busto de Grigori Stern. En octubre de 2021, en Jabárovsk, en la fachada del edificio del museo de Historia Militar del Distrito Militar Oriental, se inauguró ceremoniosamente una placa conmemorativa a Stern.